# Шульгин Сергій Іванович
Сергій Іванович Шульгин (або Шульгін) (нар.1886, с. Володимирівка Херсонського повіту — пом. 23 грудня 1937) — український громадський діяч, лікар, викладач української мови.

## Біографія
Народився 1886 року у селі Володимирівка Херсонського повіту.

Заява активного діяча українського руху С. І. Шульгіна з проханням надати йому місце вчителя українознавства в учительській семінарії. м. Херсон. 27 серпня 1918 р.

У 1911 році здобув кваліфікацію шкільного санітарного лікаря.
У 1917 році був одним зі засновників та організаторів роботи товариства «Українська Хата». На початку 1918 року «Українська Хата» перетворилось у «Просвіту», при якій було створено видавниче товариство «Українська книгарня». У 1918 році Шульгин Сергій став заступником голови видавничого товариства. Товариство видало кілька десятків українських книжок, серед яких «Байки» Глібова, «Український декламатор», ювілейне видання творів Миколи Чернявського, в березні 1918 року вперше на Херсонщині видано «Кобзар» Шевченка.
У серпні 1918 року звернувся з проханням надати йому місце вчителя української мови та українознавства в Херсонській учительській семінарії.
У 1920—1922 роках Шульгін служив у Червоній Армії, де працював лікарем Херсонського військового госпіталю. У 1920-х–1930-х роках працював в Інституті народної освіти та викладав курс анатомії і фізіології (нині — Херсонський державний університет), за архівними даними мав вчене звання доцента. Кілька раз був заарештований через колишню громадську діяльність.
1937 року був востаннє заарештований та розстріляний 23 грудня як «активний український націоналіст».
У 1957 році був реабілітований.

## Особисте життя
Батько служив у конторі, а мати була вчителькою. Був одружений та мав 6 дітей.